# 萧氏 (兰陵县君)
萧氏（？—821年），唐朝女性人物，太子宾客韦雍之妻。
韦雍字和叔，擢进士第。张弘靖为幽州节度使，保奏韦雍为观察判官，摄监察御史。当时朝廷在幽州制置未备，幽州风俗凶悍，不喜欢文人为主帅，僚佐习于常态，不同意变通，保密不严，猝然作乱。韦雍家遭劫难，萧氏听说难作呼号，拖住丈夫的衣袖，左右打着让她离开，萧氏以死不从。韦雍被杀之前，萧氏涕告：“不幸我还年少，义不苟活；今日之事，愿先就死！”执刀者断其手臂而杀韦雍，萧氏词气不屈，虽凶悍之人环视，也没有不嗟叹的。当晚，萧氏也死了。太和六年（832年），节度使杨志诚上奏此事，唐文宗降敕追封萧氏为兰陵县君。